# Cimetière ancien d'Aulnay-sous-Bois
Le cimetière ancien d'Aulnay-sous-Bois, est un cimetière se trouvant route de Mitry à Aulnay-sous-Bois en Seine-Saint-Denis.

## Historique
Le Décret Impérial sur les sépultures de 1804 établit que les tombes doivent être mises en dehors de la muraille de la ville, en conséquence de quoi l'ancien cimetière autour de l'église dut être déménagé.
Ce cimetière a été bâti sur un terrain offert en 1834 par le comte Auguste-François de Gourgue, ancien maire de la  ville.
Il a été agrandi par le cimetière nouveau d'Aulnay-sous-Bois qui se trouve aussi route de Mitry.

## Description

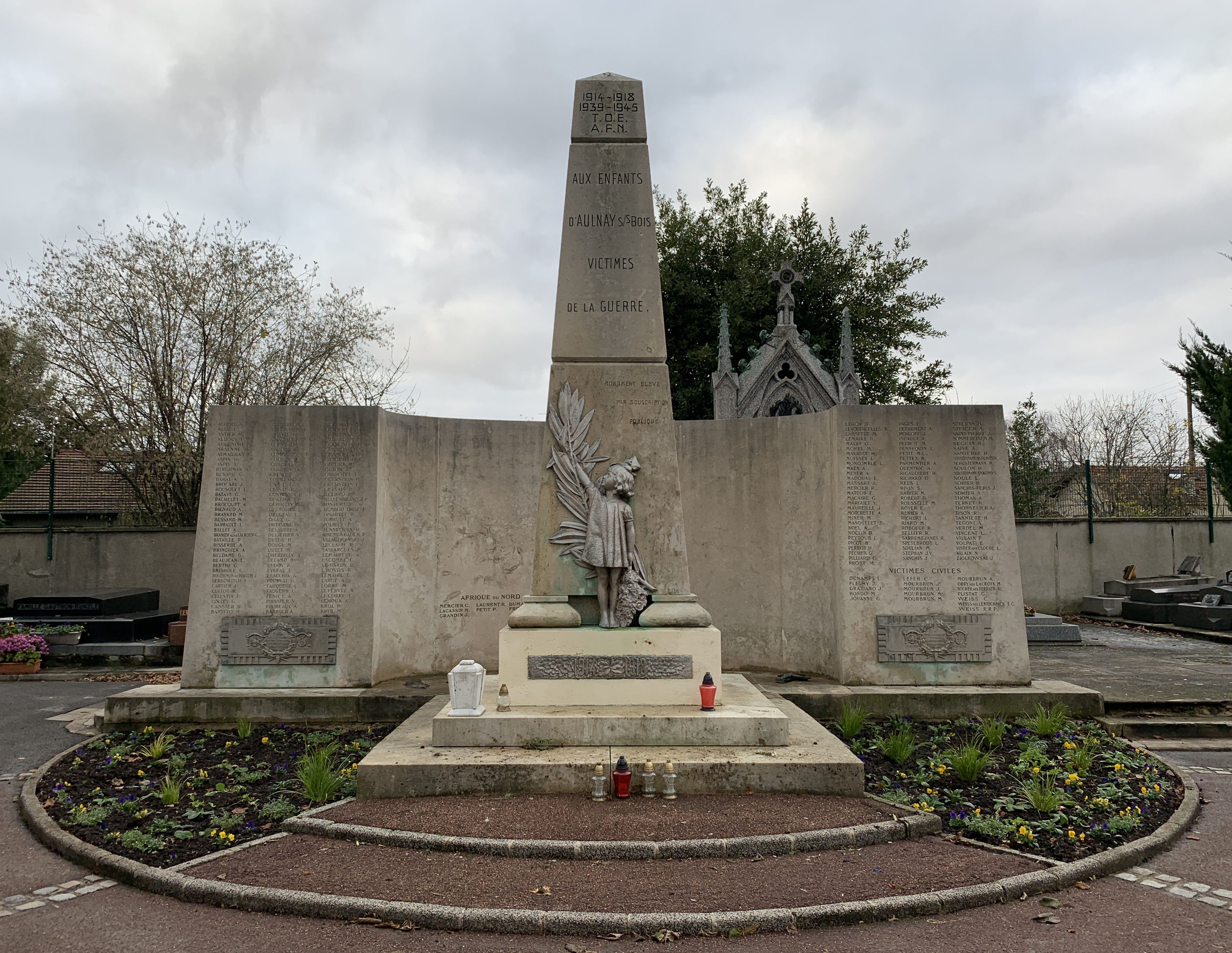
Monument aux morts.

Il s'y trouve un monument aux Morts de la commune, où figurent les noms de six-cent-sept personnes, ainsi qu'un carré de corps restitués aux familles après la Grande Guerre.